# لغات فورموسان
لغات فورموسان (بالصينية: 台灣南島語言) ، هي مجموعة اللغات العرقية التي يتكلم بها السكان الأصليون في جزيرة تايوان ، واشهرها 10 لغات.

## مصدر
1. ↑  Nordhoff، Sebastian؛ Hammarström، Harald؛ Forkel، Robert؛ Haspelmath، Martin، المحررون (2013). "فورموسان". غلوتولوغ. Leipzig: Max Planck Institute for Evolutionary Anthropology. {{استشهاد بكتاب}}: الوسيط |إظهار المحررين=4 غير صالح (مساعدة)، تجاهل المحلل الوسيط |chapterurl= لأنه غير معروف، ويقترح استخدام |مسار الفصل= (مساعدة)، وروابط خارجية في |chapterurl= (مساعدة)
2. ↑  "معلومات عن لغات فورموسان على موقع babelnet.org". babelnet.org. مؤرشف من الأصل في 2019-12-14.
3. ↑  "معلومات عن لغات فورموسان على موقع britannica.com". britannica.com. مؤرشف من الأصل في 2015-09-15.
4. ↑  "معلومات عن لغات فورموسان على موقع www-01.sil.org". www-01.sil.org. مؤرشف من الأصل في 2016-12-10.

## وصلات خارجية
- Ogawa's Vocabulary of Formosan Dialects 小川尚義 (臺灣蕃語蒐録)
- Academia Sinica's Formosan Language Archive project نسخة محفوظة 2 مايو 2006 على موقع واي باك مشين.
- Linguistics and Formosan Languages نسخة محفوظة 14 مايو 2007 على موقع واي باك مشين.
- Map: Formosan Languages and Yami (PDF)